# Campionati del mondo di atletica leggera 2019 - Salto in lungo maschile
La specialità del salto in lungo maschile dei campionati del mondo di atletica leggera 2019 si è svolta tra il 27 e il 28 settembre allo Stadio Internazionale Khalifa di Doha, in Qatar.

## Podio
| Pos.    | Atleta                 | Nazionalità | Misura |
| ------- | ---------------------- | ----------- | ------ |
| Oro     | Tajay Gayle            | Giamaica    | 8,69 m |
| Argento | Jeff Henderson         | Stati Uniti | 8,39 m |
| Bronzo  | Juan Miguel Echevarría | Cuba        | 8,34 m |

## Situazione pre-gara

### Record
Prima di questa competizione, il record del mondo (RM) e il record dei campionati (RC) erano i seguenti.
| Record                                  | Prestazione | Atleta                  | Data                           | Competizione              |
| --------------------------------------- | ----------- | ----------------------- | ------------------------------ | ------------------------- |
| Record mondiale · Record dei campionati | 8,95 m      | Mike Powell Stati Uniti | 30 agosto 1991 Tokyo, Giappone | Campionati del mondo 1991 |

### Campioni in carica
I campioni in carica, a livello mondiale e olimpico, erano:
| Campione | Atleta                     | Prestazione | Data                                   | Competizione                |
| -------- | -------------------------- | ----------- | -------------------------------------- | --------------------------- |
| Olimpico | Jeff Henderson Stati Uniti | 8,38 m      | 13 agosto 2016 Rio de Janeiro, Brasile | Giochi della XXXI Olimpiade |
| Mondiale | Luvo Manyonga Sudafrica    | 8,48 m      | 5 agosto 2017 Londra, Regno Unito      | Campionati del mondo 2017   |

### La stagione
Prima di questa gara, gli atleti con le migliori tre prestazioni dell'anno erano:
| Pos. | Atleta                       | Prestazione | Data                               |
| ---- | ---------------------------- | ----------- | ---------------------------------- |
| 1    | Juan Miguel Echevarría Cuba  | 8,65 m      | 29 agosto 2019 Zurigo, Svizzera    |
| 2    | Zarck Visser Sudafrica       | 8,41 m      | 23 marzo 2019 Germiston, Sudafrica |
| 3    | Shoutarou Shiroyama Giappone | 8,40 m      | 17 agosto 2019 Fukui, Giappone     |

## Risultati

### Qualificazione
La gara si è svolta venerdì 16 agosto alle ore 16:30.

Qualificazione: si qualifica chi raggiunge gli 8,15 m (Q) o i migliori dodici (q).
| Pos | Gruppo | Atleta                 | Nazionalità       | 1ª prova | 2ª prova | 3ª prova | Risultato | Note |
| --- | ------ | ---------------------- | ----------------- | -------- | -------- | -------- | --------- | ---- |
| 1   | A      | Juan Miguel Echevarría | Cuba              | 8,40 m   | -        | -        | 8,40 m    | Q    |
| 2   | B      | Jeff Henderson         | Stati Uniti       | 7,78 m   | 7,78 m   | 8,12 m   | 8,12 m    | q    |
| 3   | A      | Yuki Hashioka          | Giappone          | 7,64 m   | 8,07 m   | -        | 8,07 m    | q    |
| 4   | A      | Steffin McCarter       | Stati Uniti       | 7,84 m   | 8,04 m   | -        | 8,04 m    | q    |
| 5   | B      | Ruswahl Samaai         | Sudafrica         | 6,49 m   | 7,93 m   | 8,01 m   | 8,01 m    | q    |
| 6   | B      | Eusebio Cáceres        | Spagna            | 7,79 m   | 8,01 m   | -        | 8,01 m    | q    |
| 7   | A      | Miltiadīs Tentoglou    | Grecia            | 7,62 m   | 7,67 m   | 8,00 m   | 8,00 m    | q    |
| 8   | B      | Shoutarou Shiroyama    | Giappone          | 7,94 m   | 7,64 m   | x        | 7,94 m    | q    |
| 9   | B      | Thobias Montler        | Svezia            | 7,92 m   | 7,84 m   | x        | 7,92 m    | q    |
| 10  | A      | Luvo Manyonga          | Sudafrica         | 7,87 m   | 7,91 m   | 7,90 m   | 7,91 m    | q    |
| 11  | B      | Wang Jianan            | Cina              | 7,73 m   | 7,89 m   | 7,81 m   | 7,89 m    | q    |
| 12  | B      | Tajay Gayle            | Giamaica          | 7,81 m   | x        | 7,89 m   | 7,89 m    | q    |
| 13  | A      | Henry Frayne           | Australia         | x        | 7,76 m   | 7,86 m   | 7,86 m    |      |
| 14  | B      | Zhang Yaoguang         | Cina              | 7,82 m   | 7,77 m   | 7,64 m   | 7,82 m    |      |
| 15  | B      | Darcy Roper            | Australia         | 7,76 m   | 7,82 m   | 7,73 m   | 7,82 m    |      |
| 16  | A      | Huang Changzhou        | Cina              | 7,81 m   | 7,72 m   | 7,68 m   | 7,81 m    |      |
| 17  | A      | Andwuelle Wright       | Trinidad e Tobago | x        | 7,76 m   | 7,76 m   | 7,76 m    |      |
| 18  | B      | Hibiki Tsuha           | Giappone          | 7,56 m   | 7,56 m   | 7,72 m   | 7,72 m    |      |
| 19  | A      | Héctor Santos          | Spagna            | 7,69 m   | 7,69 m   | 7,54 m   | 7,69 m    |      |
| 20  | B      | Emiliano Lasa          | Uruguay           | 7,64 m   | 7,61 m   | 7,66 m   | 7,66 m    |      |
| 21  | A      | Trumaine Jefferson     | Stati Uniti       | x        | 7,54 m   | 7,63 m   | 7,63 m    |      |
| 22  | B      | Murali Sreeshankar     | India             | 7,52 m   | 7,62 m   | x        | 7,62 m    |      |
| 23  | A      | Emanuel Archibald      | Guyana            | 7,35 m   | 7,40 m   | 7,56 m   | 7,56 m    |      |
| 24  | A      | Henry Smith            | Australia         | 7,37 m   | 7,48 m   | 7,50 m   | 7,50 m    |      |
| 25  | B      | Tyrone Smith           | Bermuda           | 7,45 m   | 7,40 m   | 7,49 m   | 7,49 m    |      |
| 26  | B      | Yahya Berrabah         | Marocco           | x        | 7,37 m   | 7,29 m   | 7,37 m    |      |
| -   | A      | Lin Chia-Hsing         | Taipei cinese     | x        | x        | x        | nm        | nm   |

### Finale
La gara si è svolta sabato 28 settembre alle ore 20:40.
| Pos | Atleta                 | Nazionalità | 1ª prova | 2ª prova | 3ª prova | 4ª prova | 5ª prova | 6ª prova | Risultato | Note                                                                    |
| --- | ---------------------- | ----------- | -------- | -------- | -------- | -------- | -------- | -------- | --------- | ----------------------------------------------------------------------- |
|     | Tajay Gayle            | Giamaica    | 8,46 m   | x        | x        | 8,69 m   | -        | -        | 8,69 m    | Miglior prestazione mondiale stagionale · Miglior prestazione personale |
|     | Jeff Henderson         | Stati Uniti | 8,28 m   | 8,18 m   | 8,39 m   | 7,03 m   | 8,13 m   | 8,17 m   | 8,39 m    | Miglior prestazione personale stagionale                                |
|     | Juan Miguel Echevarría | Cuba        | 8,25 m   | 8,14 m   | 8,34 m   | 8,30 m   | 7,91 m   | x        | 8,34 m    |                                                                         |
| 4   | Luvo Manyonga          | Sudafrica   | 8,16 m   | 8,05 m   | 8,18 m   | 8,10 m   | 8,14 m   | 8,28 m   | 8,28 m    |                                                                         |
| 5   | Ruswahl Samaai         | Sudafrica   | 8,11 m   | 8,15 m   | 8,23 m   | x        | x        | 8,06 m   | 8,23 m    | Miglior prestazione personale stagionale                                |
| 6   | Wang Jianan            | Cina        | x        | 7,89 m   | 8,05 m   | x        | x        | 8,20 m   | 8,20 m    | Miglior prestazione personale stagionale                                |
| 7   | Eusebio Cáceres        | Spagna      | 8,01 m   | 6,31 m   | x        | x        | 7,95 m   | x        | 8,01 m    |                                                                         |
| 8   | Yuki Hashioka          | Giappone    | 7,88 m   | 7,89 m   | 7,97 m   | 7,82 m   | x        | 7,70 m   | 7,97 m    |                                                                         |
| 9   | Thobias Montler        | Svezia      | 7,88 m   | x        | 7,96 m   |          |          |          | 7,96 m    |                                                                         |
| 10  | Miltiadīs Tentoglou    | Grecia      | 7,77 m   | x        | 7,79 m   |          |          |          | 7,79 m    |                                                                         |
| 11  | Shoutarou Shiroyama    | Giappone    | 7,77 m   | 7,61 m   | 7,61 m   |          |          |          | 7,77 m    |                                                                         |
| -   | Steffin McCarter       | Stati Uniti | x        | x        | x        |          |          |          | nm        |                                                                         |